# De fatale 7 dagen
De fatale 7 dagen (Amerikaanse titel: Forbidden area) is een politieke thriller annex sciencefictionroman geschreven door de Amerikaan Pat Frank. Volgens de uitgave van Uitgeverij Het Spectrum werd het origineel uitgegeven door Hugh Massie & Company Ltd., een uitgeverij in Londen in 1956. De schrijver Pat Frank was naast journalist ook werkzaam aan het Amerikaanse War and State Department en was staffunctionaris in het Witte Huis.
Het boek was in Nederland redelijk populair, want er volgde al snel een tweede druk. Bovendien werd er in februari en maart 1960 met een herhaling in 1961 een vijfdelige hoorspelvariant uitgezonden.

## Synopsis
Het verhaal begint als de Koude Oorlog eigenlijk nog moet beginnen. Het beschrijft een sabotage van luchtmachtmateriaal van de Verenigde Staten in combinatie met een oprukkende zeevloot van de Sovjet-Unie. Een groep saboteurs wordt onder meer in Florida aan land gezet, om de strijdkracht van de VS van binnenuit lam te leggen. Een van de saboteurs richt zijn aandacht op de B99-vliegtuigen (dan net in dienst genomen), die hij door middel van onschuldig lijkende thermosflessen tot ontploffing brengt als ze boven een bepaalde vlieghoogte komen. Tegelijkertijd speelt dat het wapenarsenaal van de Sovjet-Unie dat van de Verenigde Staten lijkt te evenaren. De VS probeert in te schatten hoe de aanval zal uitpakken. Men denkt dat de Sovjet Unie zeven dagen nodig heeft om de VS te veroveren. De aanval sneuvelt als gevolg van een domino-effect. Een radertje van de sabotage valt uit en vervolgens wordt de aanval ontmaskerd en gestopt.